# Mynes florensis
Mynes florensis är en fjärilsart som beskrevs av Johannes Karl Max Röber 1903. Mynes florensis ingår i släktet Mynes och familjen praktfjärilar. Inga underarter finns listade i Catalogue of Life.